# 若达乡
若达乡，是中华人民共和国西藏自治区那曲市索县下辖的一个乡镇级行政单位。

## 行政区划
若达乡下辖以下地区：
索卡村、崩达村、旦特卡村、霍德卡村、察瓦卡村、斯定卡村、嘎瓦卡村、若达村和乡孜卡村。